# تيتو وتن
تيتو وتن (بالإنجليزية: Tito Wooten)‏ هو لاعب كرة قدم أمريكية أمريكي، ولد في 12 ديسمبر 1971.

## وصلات خارجية
- تيتو وتن على موقع مرجع كرة القدم المحترفة.كوم (الإنجليزية)